# Robertson (Nouvelle-Galles du Sud)
Pour les articles homonymes, voir Robertson.
Robertson est un village australien situé au sud-ouest de Wollongong, dans le comté de Wingecarribee en Nouvelle-Galles du Sud.

## Géographie
Le village est situé dans les Hautes Terres du sud à 120 km au sud-ouest de Sydney et à 33 km de Wollongong. Il est établi sur un plateau surélevé, appelé « escarpement d'Illawarra » entouré de pâturages. Le village est connu pour ses fortes précipitations annuelles et son sol fertile particulier, fait de basalte rouge, appelé justement « sol de Robertson ».

## Histoire
Appelé à l'origine Yarrawa Bush, le village prend en 1865 le nom de John Robertson, Premier ministre de la Nouvelle-Galles du Sud, dont la loi foncière de 1861 a ouvert la voie à l'établissement du village.
Auparavant couvert par une vaste forêt pluviale tempérée, qui est défrichée pour l'agriculture au cours du XIXe siècle, le site demeure longtemps tourné vers la production de viande bovine et laitière. 

## Démographie
La population s'élevait à 1 849 habitants en 2011 et à 1 865 habitants en 2016.

## Économie
La production de beurre et de fromage est demeurée longtemps la principale activité du village, avant d'être supplantée par la culture de la pomme de terre. Le tourisme constitue aujourd'hui le principal secteur économique du village.  

## Culture et patrimoine

### Sites et attractions

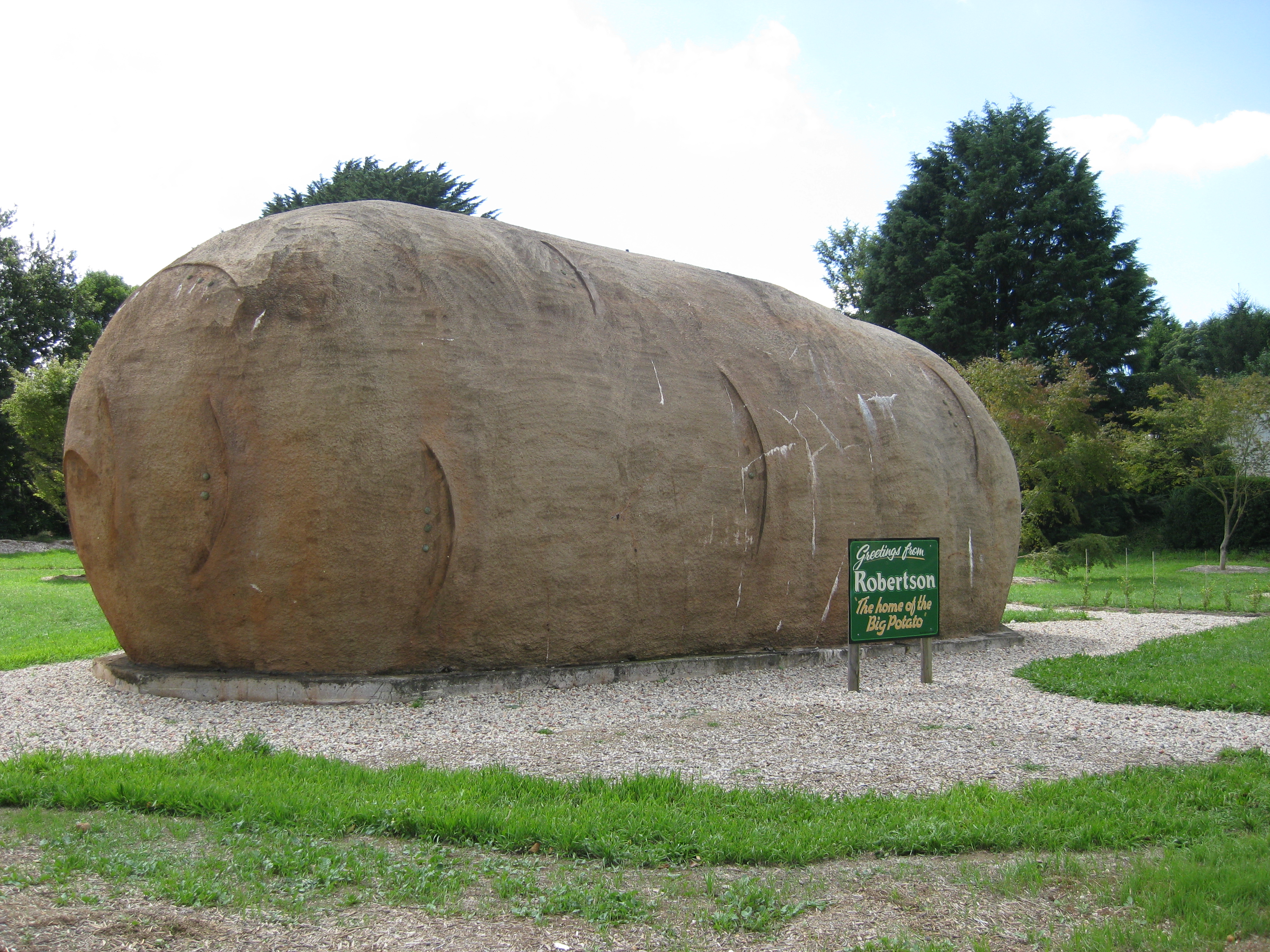
The Big Potato

- Le marais de Wingecarribee est une zone humide de 340 ha classée au registre patrimonial de Nouvelle-Galles du Sud[5].
- Le Robertson Hotel est un établissement hôtelier ouvert en 1924 et disposant alors d'un terrain de golf et de courts de tennis, destiné à une clientèle huppée venant de Sydney. Utilisé par l'armée de l'air pendant la Seconde Guerre mondiale, il devient ensuite un prieuré et séminaire franciscain avant de retrouver sa vocation hôtelière[1].
- Illawarra Fly Tree Top Walk est un chemin suspendu.
- The Big Potato est un édifice de 10 m de long en forme de pomme de terre, construit en 1977 pour faire la promotion de cette production.

### Cinéma
Le village a été le lieu de tournage du film Babe, le cochon devenu berger de Chris Noonan, sorti en 1995.